# Thalerommata gracilis
Thalerommata gracilis là một loài nhện trong họ Barychelidae. Loài này phân bố ờ Colombia.